# グリジーとレミングス

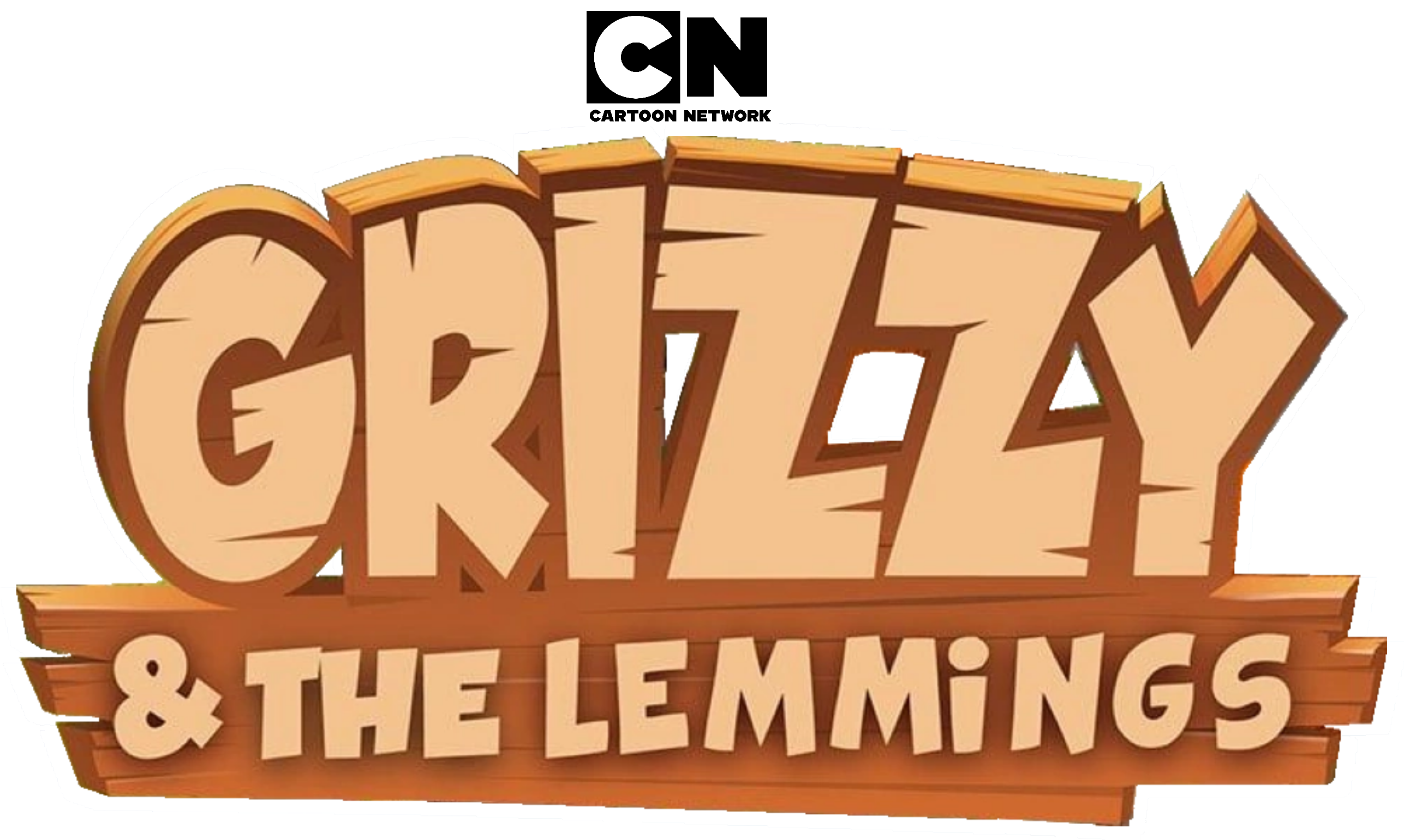
カートゥーン ネットワークのロゴ

グリジーとレミングス（仏:Grizzy et les Lemmings、英:Grizzy & the Lemmings）は、フランスのコメディアニメ。日本では、カートゥーンネットワークで放送されている。アニメの舞台は、カナダのとある森林警備隊の小屋。クマのグリジーとタビネズミのレミングスが、いろいろなものを手に入れるために、追いかけっこをするストーリーとなっている。また、2017年6月10日に公式Youtubeチャンネルが開設され、2023年7月現在、チャンネル登録者数は668万人を超えており、総再生回数も29億回を超えている。さらに、本アニメは、Netflixで配信されている。

## キャラクター
グリジー 
森林警備隊の小屋に住み着き、自由気ままに暮らしているオスのクマ。「Yummy XL」というチョコレートのスプレッドとサーモンが大好物。また、考えることが非常に優れている。
レミングス
全員見た目が同じのいたずら好きの旅鼠。グリジーと同じく、森林警備隊の小屋に住み着いている。とにかく遊ぶのが大好き。「ダブリ」などの独特な鳴き声で会話している。
メスのクマ
グリジーから好意を持たれているメスのクマ。
ムース
森に住んでおり、いつも草を食べている。ニンジンが大好物。
ラクーン
森に住むアライグマ。ゴミ箱を漁っていることが多く、体がダニなどで汚れている。

## エピソード

### シーズン1
| #  | タイトル(日本)           |
| -- | ------------------------ |
| 1  | とってもあつい日         |
| 2  | だいすきなスプレッド     |
| 3  | スマホであそぼう         |
| 4  | きょうりゅうのあかちゃん |
| 5  | みんなでエクササイズ     |
| 6  | おてつだいロボット       |
| 7  | なんでもコントロール     |
| 8  | さいみんじゅつ           |
| 9  | ポップコーンパーティー   |
| 10 | ダンスのれんしゅう       |
| 11 | なかまにいれて           |
| 12 | スーパーとうがらしパワー |
| 13 | クマのノミたいじ         |
| 14 | のどがカラカラ           |
| 15 | スパイダーごっこ         |
| 16 | 大あたり！               |
| 17 | アンテナをとりかえせ     |
| 18 | でんきビリビリ           |
| 19 | いいにおい               |
| 20 | しあわせのクローバー     |
| 21 | じしゃくのパワー         |
| 22 | おうじさまのキス         |
| 23 | たいせつなおともだち     |
| 24 | カートレースであそぼう   |
| 25 | そっくりロボット         |
| 26 | わたしはだあれ？         |
| 27 | サイズのもんだい         |
| 28 | たからさがし             |
| 29 | ふしぎなつえ             |
| 30 | さいこうけっさく         |
| 31 | おたんじょうびパーティー |
| 32 | きれいなお花さくせん     |
| 33 | テレポーテーション       |
| 34 | まほうのストップウォッチ |
| 35 | そらのたびへ             |
| 36 | のんびりリラックス       |
| 37 | そらとぶスーパークマ     |
| 38 | レミングスのふえ         |
| 39 | かぜがビュービュー       |
| 40 | つみき大さくせん         |
| 41 | カンフーたいけつ         |
| 42 | ステキなゆめ             |
| 43 | ひみつのレシピ           |
| 44 | キラキラダイヤ           |
| 45 | ハイテクたいけつ         |
| 46 | のろいのぬいぐるみ       |
| 47 | プリンターであそぼう     |
| 48 | はんにんはだれ？         |
| 49 | たちいりきんし           |
| 50 | ふしぎなまめ             |
| 51 | ピアノソナタ             |
| 52 | わけっこビーム           |
| 53 | おたからタマゴ           |
| 54 | かんたんトレーニング     |
| 55 | むかしのおもいで         |
| 56 | ワクワクかがくのじっけん |
| 57 | リモコンをとりもどせ     |
| 58 | ちょうちょ大さくせん     |
| 59 | かっこいいスニーカー     |
| 60 | ベビーシッター           |
| 61 | さいきょうセキュリティ   |
| 62 | バイバイ、レミングス     |
| 63 | まなつのゆきあそび       |
| 64 | リアリティゲーム         |
| 65 | おなかペコペコ           |
| 66 | ロケットはっしゃ！       |
| 67 | スプレッドをさがせ       |
| 68 | リモコンロボット         |
| 69 | ガタガタあそびで大ピンチ |
| 70 | ピニャータでパーティー   |
| 71 | まほうのボードゲーム     |
| 72 | レミングスのボス         |
| 73 | ハロウィンのおばけ       |
| 74 | きれいにあらおう         |